# Chorthippus shantariensis
Chorthippus shantariensis är en insektsart som beskrevs av Leo L. Mishchenko 1951. Chorthippus shantariensis ingår i släktet Chorthippus och familjen gräshoppor. Inga underarter finns listade i Catalogue of Life.